# Belasjtitsa
Belasjtitsa (Bulgaars: Белащица) is een dorp in Bulgarije. Het dorp is gelegen in de gemeente Rodopi, oblast Plovdiv. Het dorp ligt hemelsbreed 8 kilometer ten zuiden van Plovdiv en 136 kilometer ten zuiden van Sofia. De dichtstbijzijnde nederzetting is het dorp Branipole (1 km).

## Bevolking
Op 31 december 2020 telde het dorp Belasjtitsa 2.321 inwoners. Sinds 1956, toen het dorp 965 inwoners telde, is de bevolking meer dan verdubbeld.
|  |

In het dorp wonen voornamelijk etnische Bulgaren. In de optionele volkstelling van 2011 identificeerden 1.491 van de 1.500 ondervraagden zichzelf als etnische Bulgaren, oftewel 99,4%.
| Etnische samenstelling van de respondenten (2011) | Etnische samenstelling van de respondenten (2011) | Etnische samenstelling van de respondenten (2011) | Etnische samenstelling van de respondenten (2011) | Etnische samenstelling van de respondenten (2011) |
| ------------------------------------------------- | ------------------------------------------------- | ------------------------------------------------- | ------------------------------------------------- | ------------------------------------------------- |
|                                                   |                                                   |                                                   |                                                   |                                                   |
| Bulgaren                                          | Bulgaren                                          |                                                   | 99,4%                                             | 99,4%                                             |
| Turken                                            | Turken                                            |                                                   | 0,3%                                              | 0,3%                                              |
| Roma                                              | Roma                                              |                                                   | 0,0%                                              | 0,0%                                              |
| Anders/Onbekend                                   | Anders/Onbekend                                   |                                                   | 0,3%                                              | 0,3%                                              |